# Gambroides
Gambroides är ett släkte av steklar. Gambroides ingår i familjen brokparasitsteklar.
Kladogram enligt Catalogue of Life:
| Gambroides | \| \| Gambroides chilonis \| \| \| \| \| \| Gambroides dammermani \| \| \| \| \| \| Gambroides javensis \| \| \| \| \| \| Gambroides nimbipennis \| \| \| \| \| \| Gambroides rangaparensis \| \| \| \| |
|            | \| \| Gambroides chilonis \| \| \| \| \| \| Gambroides dammermani \| \| \| \| \| \| Gambroides javensis \| \| \| \| \| \| Gambroides nimbipennis \| \| \| \| \| \| Gambroides rangaparensis \| \| \| \| |
|            | Gambroides chilonis |
|            | |
|            | Gambroides dammermani |
|            | |
|            | Gambroides javensis |
|            | |
|            | Gambroides nimbipennis |
|            | |
|            | Gambroides rangaparensis |
|            | |